# Symphysodontella splendens
Symphysodontella splendens är en bladmossart som beskrevs av Andries Touw och Magill in Touw 1992. Symphysodontella splendens ingår i släktet Symphysodontella och familjen Pterobryaceae. Inga underarter finns listade i Catalogue of Life.